# Joseph F. Biroc
Joseph Francis Biroc (* 12. Februar 1903 in New York City; † 7. September 1996 in Woodland Hills, Los Angeles, Kalifornien) war ein US-amerikanischer Kameramann.

## Leben
Joseph Biroc kam 1918 zum Film als Filmlaborassistent bei den Paragon Studios in Fort Lee, New Jersey. 1925 wechselte er als Kameraassistent zu den Paramount Studios in Long Island. 1927 wurde er Kameraassistent bei RKO in Los Angeles. Während des Zweiten Weltkrieges diente er bei der US-Army und drehte 1944 die Befreiung von Paris. Nach dem Krieg erhielt er dann in Hollywood seine ersten Aufträge als erster Kameramann. Im Laufe seiner Karriere führte er bei weit über 100 Kino- und Fernsehfilmen sowie Serien die Kamera. Seine letzte Arbeit entstand 1987. Zwei Jahre später wurde er für sein Lebenswerk mit dem ASC Lifetime Achievement Award geehrt.

## Filmografie (Auswahl)
- 1931: Helden der Unterwelt (Bad Company) (2. Kamera)
- 1946: Ist das Leben nicht schön? (It’s a Wonderful Life)
- 1948: My Dear Secretary
- 1949: Tokio-Joe (Tokyo Joe) – Kameramann der Second Unit
- 1949: Der Kampf um den Sonora-Pass (Roughshod)
- 1951: … jetzt wird abgerechnet (The Bushwhackers)
- 1952: Achtung! Blondinengangster (Without Warning!)
- 1952: Endstation Mars (Red Planet Mars)
- 1952: Hyänen der Unterwelt (Loan Shark)
- 1951: Cry Danger
- 1953: Donovans Hirn (Donovan's Brain)
- 1956: Ardennen 1944 (Attack)
- 1957: Vierzig Gewehre (Forty Guns)
- 1957: Der Koloß (The Amazing Colossal Man)
- 1959: Verboten! – Regie: Samuel Fuller
- 1959: Das Biest (The Bat)
- 1960: Das unheimliche Erbe (13 Ghosts)
- 1961: Das Gold der sieben Berge (Gold of the Seven Saints)
- 1961: Der Teufel kommt um vier (The Devil at 4 O’Clock)
- 1961: Jagd auf Eichmann (Operation Eichmann)
- 1962: Hitler
- 1963: Promises! Promises!
- 1963: Bye Bye Birdie
- 1963: Puppen unterm Dach (Toys in the Attic)
- 1964: Wiegenlied für eine Leiche (Hush … Hush, Sweet Charlotte)
- 1964: Tolle Nächte in Las Vegas (Viva Las Vegas)
- 1964: Das Mädchen mit der Peitsche (Kitten with a Whip)
- 1964: Die letzte Kugel trifft (Bullet for a Badman)
- 1965: Der Flug des Phoenix (The Flight of the Phoenix)
- 1965: Es geschah um 8 Uhr 30 (I Saw What You Did)
- 1967: Der Schnüffler (Tony Rome)
- 1967: Die Lady und ihre Gauner (Fitzwilly)
- 1968: Der Detektiv (The Detective)
- 1968: Große Lüge Lylah Clare (The Legend of Lylah Clare)
- 1968: Die Lady in Zement (Lady in Cement)
- 1969: Eine Witwe mordet leise (What Ever Happened to Aunt Alice?)
- 1970: Zu spät für Helden – Antreten zum Verrecken (Too Late the Hero)
- 1972: Die Organisation (The Organization)
- 1972: Keine Gnade für Ulzana (Ulzana’s Raid)
- 1973: Geier kennen kein Erbarmen (Cahill U.S. Marshal)
- 1974: Shanks
- 1974: Die härteste Meile (The Longest Yard)
- 1974: Flammendes Inferno (The Towering Inferno)
- 1975: Straßen der Nacht (Hustle)
- 1976: Wer schluckt schon gern blaue Bohnen? (The Duchess and the Dirtwater Fox)
- 1977: Todesflug (Death Flight)
- 1978: Little Women
- 1979: Jagd auf die Poseidon (Beyond the Poseidon Adventure)
- 1981: Kesse Bienen auf der Matte (…All the Marbles)
- 1982: Die unglaubliche Reise in einem verrückten Raumschiff (Airplane II: The Sequel)
- 1984: C.A.S.H. (The Jerk, Too)
- 1986: Schrei nach Gerechtigkeit (Outrage!)

## Auszeichnungen
Oscar
- 1965: Nominierung für die Beste Kamera von Wiegenlied für eine Leiche
- 1975: Auszeichnung für die Beste Kamera von Flammendes Inferno, zusammen mit Fred J. Koenekamp